# Taye Diggs
Taye Diggs, geboren als Scott Diggs (Rochester (New York), 2 januari 1971) is een Amerikaans acteur.

## Biografie
Diggs werd bekend toen hij in 1996 een rol kreeg in de populaire Broadway musical RENT. Hier ontmoette hij Idina Menzel, de vrouw met wie hij in 2003 trouwde. Ze speelden ook samen in de off-Broadway-productie The Wild Party. Hij was tevens in de Broadwaymusical Chicago te zien. Ook is hij de tijdelijke vervanger geweest van Norbert Leo Butz in de rol van Fiyero in de musical Wicked. Daardoor speelde hij, na Rent en The Wild Party, wederom samen met zijn vrouw Idina Menzel.
Hierna wilde Diggs een carrière in de televisie- en filmindustrie. In 1997 kreeg hij een rol in Guiding Light. In 1998 maakte hij zijn filmdebuut, in de film How Stella Got Her Groove Back. Een jaar later was hij te zien in Go. Verder had hij rollen in onder andere The Best Man, House on Haunted Hill, The Way of the Gun, Brown Sugar, Equilibrium, Chicago, Basic en Malibu's Most Wanted. In 2005 was Diggs in de filmversie van Rent te zien.
Ook is hij te zien geweest in de series Kevin Hill en Day Break.
Tegenwoordig is hij te zien in de spin-off van Grey's Anatomy; Private Practice. In 2010 speelde hij een kleine bijrol in de romantische komedie Our Family Wedding met America Ferrera en Forest Whitaker in de hoofdrollen. Op 2 september 2009 zijn Diggs en Menzel de ouders geworden van een zoon.
- Bibliothèque nationale de France: cb14171926r (data)
- Gemeinsame Normdatei: 139359710
- International Standard Name Identifier: 0000 0000 4075 0720
- Library of Congress Control Number: no97078467
- MusicBrainz: 7cd76439-8439-411b-9c20-94844af9358c
- Nationale Bibliotheek van Israël: 987007342191405171
- Nationale Bibliotheek van Polen: a0000001612726
- Nederlandse Thesaurus van Auteursnamen: 264808479
- SNAC: w6z69fgn
- Système universitaire de documentation: 084579153
- Virtual International Authority File: 32207322
- WorldCat: E39PBJw8WbcTchfmTrjqfjcF8C